# Johann Elias Rothmaler
Johann Elias Rothmaler (* 2. März 1634 in Frankenhausen; † 26. August 1694 in Herrmannsacker) war ein deutscher lutherischer Geistlicher und Alchemist.

## Leben
Rothmaler war der Sohn des Diakons Johann Rothmaler und dessen zweiter Ehefrau Annemarie Scheffel. Er erhielt seine erste Ausbildung an der Schule in Rudolstadt. 1648 wurde er an der Universität Jena immatrikuliert. Dort disputierte er 1655 im Fach Logik de genere und wurde am 16. Februar 1657 Magister.
Von 1659 bis 1661 war er Pfarrer in Berga, von 1661 bis 1685 Hofprediger und Diakon in Rudolstadt.
1685 wurde er entlassen. Nachdem Rothmaler schon 1682 von Kurfürst Johann Georg III. wegen seiner alchemistischen Kenntnisse nach Sachsen eingeladen worden war, nahm er nun diesen Ruf an und wurde zum Oberinspektor der geheimen metallischen Arbeiten in Freiberg bestellt, wo er bis wenigstens 1692 nachweisbar ist.
Nach dem Tod Georgs verließ er diese Stelle wieder und lebte zu Herrmannsacker in Diensten des Grafen Christoph Ludwig I. zu Stolberg-Stolberg. Außerdem soll Rothmaler Inspektor in der Stadt Walterhausen im Herzogtum Gotha gewesen sein.
Rothmaler heiratete zweimal: 1659 mit Clara Maria Maior (1637–1673), einer Tochter des Theologen Johann Andreas Major, und 1673 mit Catharina Elisabeth Scheller (1645–1698). Von den insgesamt 13 Kindern erreichten nur drei das Alter, selbst wieder Nachkommen zu haben.

## Werke (Auswahl)
Rothmaler gab vor allem Werke seines Vaters heraus. Außerdem sind einige alchemistische Handschriften von Rothmaler bekannt. Daneben publizierte er im Druck:
- Heßischer Helden-Trost, Eisenach 1692 (online).